# Dubai (yate)
El Dubai es un yate de lujo propiedad actualmente de Mohammed bin Rashid Al Maktoum, el gobernante del Emirato de Dubái y el primer ministro de los Emiratos Árabes Unidos. Este buque mide 162 m (524 pies, 10 pulgadas) de largo, y es el tercer yate más grande del mundo después del Azzam  y del Eclipse.

## Historia
Fue construido por Blohm & Voss, exclusivamente para el príncipe Jefri Bolkiah. El príncipe fue acusado posteriormente por gastar 14,8 mil millones dólares del dinero de Brunéi sobre inversiones personales y aproximadamente otros 13,8 mil millones de dólares para fines desconocidos. En un acuerdo firmado en el 2000, el Príncipe comenzó a regresar sus bienes al Estado, incluyendo más de 500 propiedades, tanto en Brunéi como en el extranjero, más de 2000 vehículos, aproximadamente 108 pinturas, cinco embarcaciones de recreo, y nueve aviones. Estos activos fueron vendidos a través de consultores de productos de lujo, Sampat Rabani y de la Agencia de Inversiones de Brunéi.
Anunciado como el yate más grande del mundo en su momento, fue vendido al Gobernante de Dubái por un monto no revelado.

## Galería de imágenes

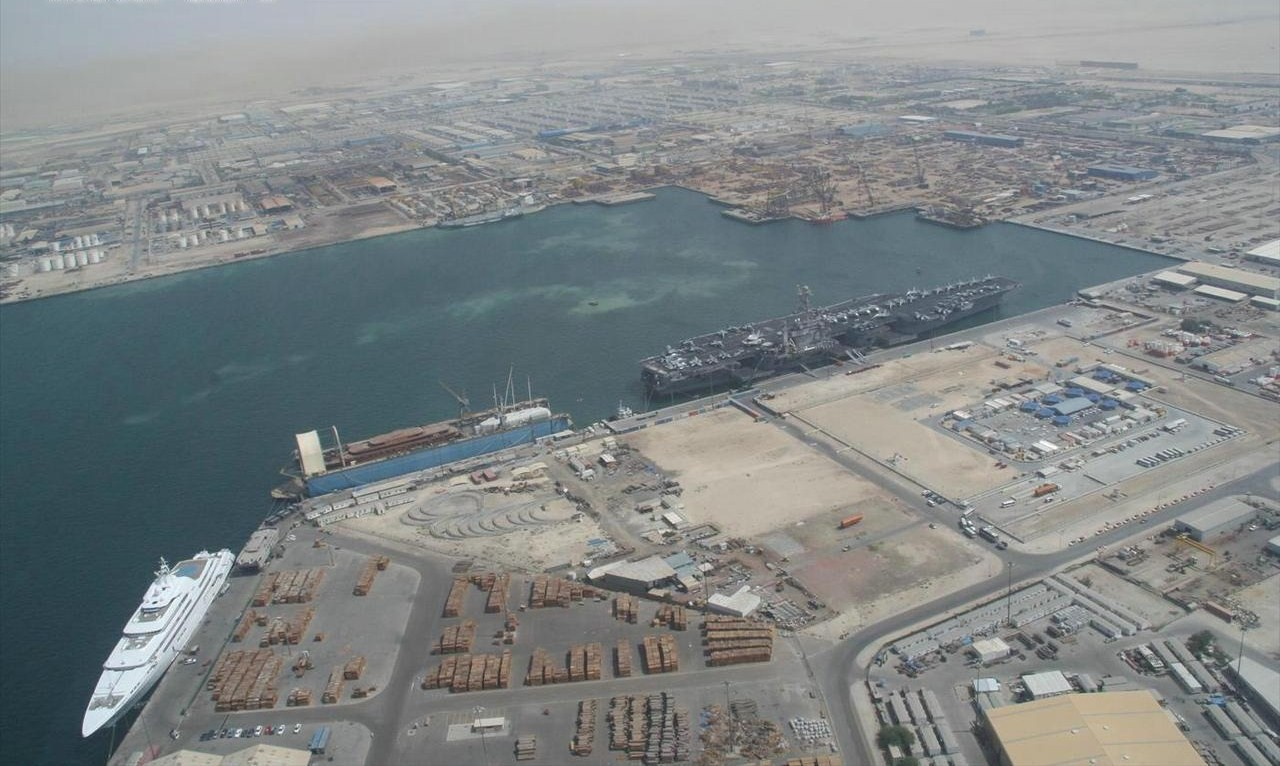
El Dubai en Jebel Ali en Dubái en mayo del 2007. El portaaviones estadounidense USS John C. Stennis se puede ver más a la derecha.
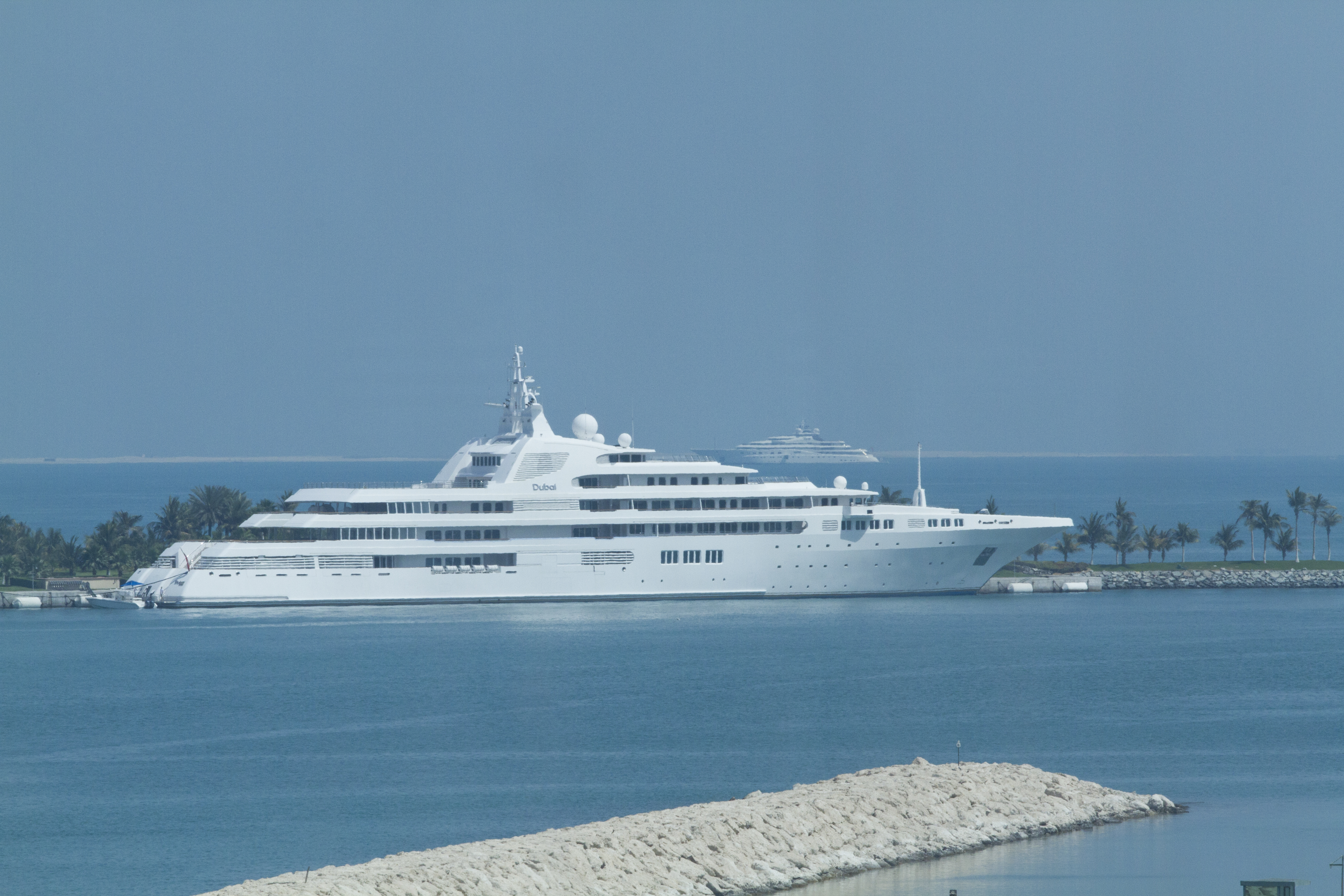
Vista lateral del Dubai en 2013.